# Малая кукушковая горлица
Малая кукушковая горлица (лат. Macropygia ruficeps) — вид птиц семейства голубиных.

## Описание
Малая кукушковая горлица — самый мелкий представитель рода, длиной от 27 до 30 см и массой от 74 до 88 г. Оперение красновато-коричневое. Радужная оболочка серовато-белая. Клюв коричневый, с чёрным кончиком. Ноги кораллово-красного цвета. Окраска оперения, стройное тело и длинный, ступенчатый хвост отличают его от других симпатрических видов.

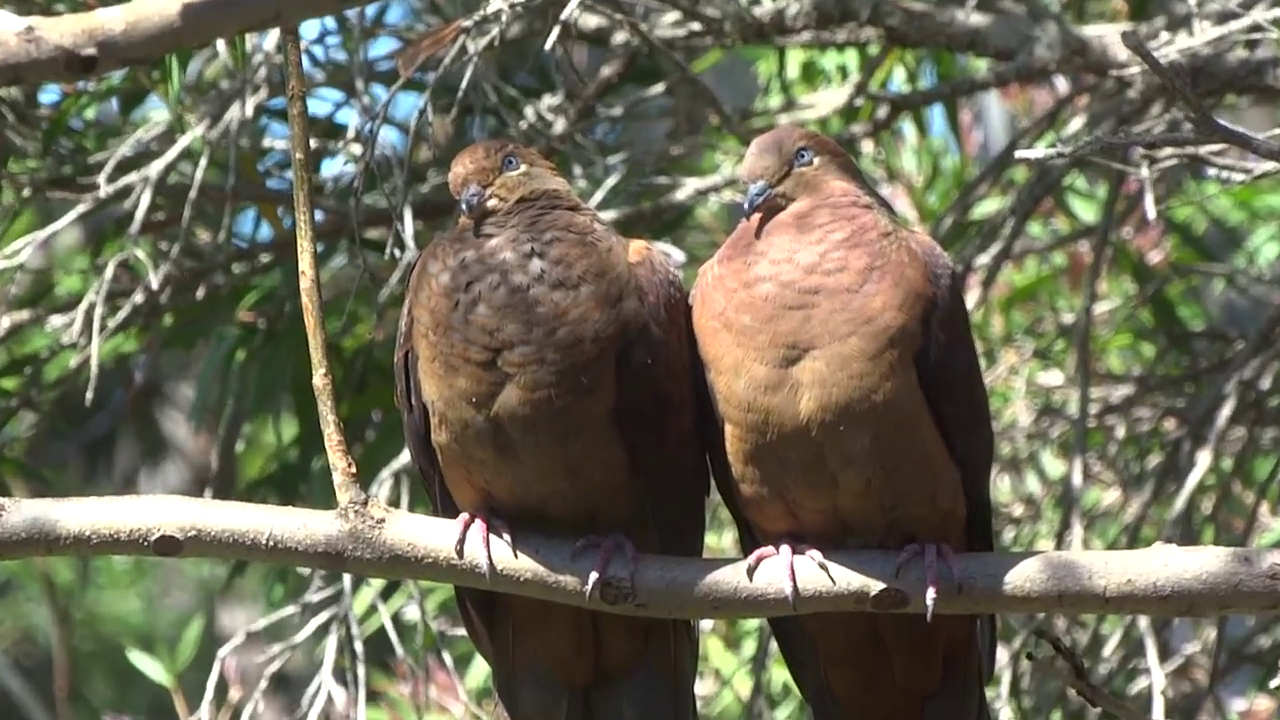

## Классификация
Выделяют 8 подвидов:
- M. r. assimilis  Hume, 1874 — от юга Мьянмы до северо-запада Таиланда и юго-запада Китая
- M. r. engelbachi  Delacour, 1928 — северо-западный Вьетнам и северный Лаос
- M. r. malayana  Chasen & Kloss, 1931 — Малайский полуостров
- M. r. simalurensis  Richmond, 1902 — остров Симёлуэ
- M. r. sumatrana  Robinson & Kloss, 1919 — Суматра
- M. r. nana  Stresemann, 1913 — Калимантан и остров Себатик
- M. r. ruficeps  (Temminck, 1835) — Ява и Бали
- M. r. orientalis  Hartert, 1896 — Малые Зондские острова